# Attacus dohertyi
Attacus dohertyi — крупная ночная бабочка из семейства Павлиноглазок. Эндемик островов Тимор, Флорес, Романг и Дамар. Видовое название дано в честь Уильяма Догерти (William Doherty; 1857—1901) — американского энтомолога, специализирующегося на изучении бабочек.

## Описание
Размах крыльев 17—20 см. Тело вальковатое, густо опушенное. Каждое крыло несет крупное дискоидное прозрачное «глазчатое» пятно.
Ротовой аппарат у бабочек не развит. Бабочки не питаются (афагия) и живут за счет питательных веществ, накопленных в стадии гусеницы. Усики перистые, с 2 парами выростов на каждом членике, у самок выросты значительно короче, чем у самцов.